# Roy Zimmerman (football américain)
Pour les articles homonymes, voir Zimmerman.
(en) Statistiques sur pro-football-reference
Henry LeRoy Zimmerman Jr., né le 20 février 1918 à Tonganoxie, dans le Kansas et mort le 22 août 1997 à Madera, en Californie est un Américain, joueur professionnel de football américain qui joue comme running back et quarterback dans la National Football League (NFL) de 1940 à 1948.

## Jeunesse
Zimmerman est né à Tonganoxie, au Kansas, de Henry Leroy Zimmerman Sr. et Ivol Gertrude Hawkins. Il joue au football américain au lycée Arcadia Duarte (aujourd'hui Monrovia High School) de Monrovia, en Californie, où il est quarterback. Il joue ensuite au niveau universitaire pour les Spartans de l'université d'État de San José. Lors de la saison 1939, il aide les Spartans à terminer l'année avec un bilan de treize victoires pour aucune défaite.

## Carrière en NFL
Zimmerman est sélectionné au septième tour de la draft 1940 de la NFL (en) par les Redskins de Washington. Il est le premier joueur de l'université d'État de San José à être sélectionné par la NFL. Il joue pour les Redskins de 1940 à 1942. Puis en 1943, il joue pour les Steagles, une équipe qui était une combinaison des Eagles de Philadelphie et des Steelers de Pittsburgh (les équipes ont été forcées de fusionner parce que les deux avaient perdu de nombreux joueurs au service militaire à cause de la Seconde Guerre mondiale). Il a continué à jouer pour les Eagles jusqu'en 1946, puis a joué pour les Lions de Détroit, avant de terminer sa carrière avec les Yanks de Boston.
Zimmerman est sélectionné au Pro Bowl en 1942 et est nommé All-Pro à deux reprises, en 1943 et 1944,. Il est également en tête de la ligue en matière d'interceptions en 1945, avec sept interceptions.

## Statistiques en NFL

### Saison régulière
| Année                    | Équipe                   | MJ                       |         | Passes   | Passes | Passes | Passes | Passes | Passes | Passes  |       | Courses | Courses | Courses | Courses |
| Année                    | Équipe                   | MJ                       | Tentées | Réussies | Pct.   | Yards  | TD     | Int.   | Éval.  | Tentées | Yards | Moy.    | TD      |         |         |
| 1940                     | Redskins de Washington   | 6                        | 12      | 4        | 33,3   | 53     | 0      | 3      | 8,7    | 31      | 127   | 4,1     | 0       |         |         |
| 1941                     | Redskins de Washington   | 9                        | 1       | 0        | 0,0    | 0      | 0      | 0      | 39,6   | 20      | 54    | 2,7     | 0       |         |         |
| 1942                     | Redskins de Washington   | 7                        | 10      | 2        | 20,0   | 13     | 0      | 2      | 0,0    | 12      | 56    | 4,7     | 0       |         |         |
| 1943                     | Eagles de Philadelphie   | 10                       | 124     | 43       | 34,7   | 846    | 9      | 17     | 44,0   | 33      | -41   | -1,2    | 1       |         |         |
| 1944                     | Eagles de Philadelphie   | 10                       | 105     | 39       | 37,1   | 785    | 8      | 10     | 50,0   | 26      | -84   | -3,2    | 2       |         |         |
| 1945                     | Eagles de Philadelphie   | 10                       | 127     | 67       | 52,8   | 991    | 9      | 8      | 75,9   | 29      | -11   | -0,4    | 1       |         |         |
| 1946                     | Eagles de Philadelphie   | 11                       | 79      | 41       | 51,9   | 597    | 4      | 8      | 54,1   | 23      | 43    | 1,9     | 1       |         |         |
| 1947                     | Lions de Détroit         | 12                       | 138     | 57       | 41,3   | 867    | 7      | 9      | 52,4   | 13      | 28    | 2,2     | 1       |         |         |
| 1948                     | Yanks de Boston          | 9                        | 107     | 46       | 43,0   | 649    | 7      | 13     | 45,4   | 13      | 72    | 5,5     | 0       |         |         |
| Totaux chez les Redskins | Totaux chez les Redskins | Totaux chez les Redskins | 23      | 6        | 26,1   | 66     | 0      | 5      | 0,0    | 63      | 237   | 3,8     | 0       |         |         |
| Totaux chez les Eagles   | Totaux chez les Eagles   | Totaux chez les Eagles   | 435     | 190      | 43,7   | 3 219  | 30     | 43     | 52,7   | 111     | -93   | -0,8    | 5       |         |         |
| Totaux chez les Lions    | Totaux chez les Lions    | Totaux chez les Lions    | 138     | 57       | 41,3   | 867    | 7      | 9      | 52,4   | 13      | 28    | 2,2     | 1       |         |         |
| Totaux chez les Yanks    | Totaux chez les Yanks    | Totaux chez les Yanks    | 107     | 46       | 43,0   | 649    | 7      | 13     | 45,4   | 13      | 72    | 5,5     | 0       |         |         |
| Totaux en NFL            | Totaux en NFL            | Totaux en NFL            | 703     | 299      | 42,5   | 4 801  | 44     | 70     | 47,3   | 200     | 244   | 1,2     | 6       |         |         |

### Séries éliminatoires
| Année         | Équipe                 | MJ            |         | Passes   | Passes | Passes | Passes | Passes | Passes | Passes  |       | Courses | Courses | Courses | Courses |
| Année         | Équipe                 | MJ            | Tentées | Réussies | Pct.   | Yards  | TD     | Int.   | Éval.  | Tentées | Yards | Moy.    | TD      |         |         |
| 1940          | Redskins de Washington | 1             | 11      | 3        | 27,3   | 34     | 0      | 1      | 2,1    | 2       | -15   | -7,5    | 0       |         |         |
| Totaux en NFL | Totaux en NFL          | Totaux en NFL | 11      | 3        | 27,3   | 34     | 0      | 1      | 2,1    | 2       | -15   | -7,5    | 0       |         |         |

## Vie privée
Après avoir pris sa retraite de la NFL, Zimmerman obtient son diplôme d'enseignant. Il enseigne et coache d'abord et au lycée Parlier de 1951 à 1954. En 1955, il commence à enseigner et à coacher au lycée de Madera, où il est resté jusqu'à sa retraite en 1981. Zimmerman est décédé à Madera, en Californie, le 22 août 1997.